# نوال حجازي
نوال حجازي إذاعية ومدبلجة رسوم متحركة ومعلقة صوت لبنانية .

## أعمالها

### الرسوم المتحركة[1]
1. جزيرة الكنز: والدة جيم(الصوت الأول) / لِي لِي
2. ساندي بل (ساندي بل)
3. مغامرات ساسوكي: (يوكي، شيري)
4. مغامرات الفضاء غرانديزر: هيكارو
5. النسر الذهبي (شوشو والراوية)
6. جزيرة الكنز (والدة جيم و ليلي)
7. ميمونة ومسعود
8. حكايات لا تنسى
9. الجائزة الكبرى (كاتوري)
10. غزاة من الفضاء جونكر (عدة أدوار)
11. الدببة الطيبون
12. الشجعان الثلاثة (فاتن)
13. اسألوا لبيبة
14. وادي الأمان (أم أمان)
15. نعنوع الدلوع (جنان)
16. ريمي الفتى الشريد (أرثر و ليزا و بينجامين)
17. سبورت بيلي (لِيلِي)
18. رحلة عنابة (رنا)
19. السبع المدهش (فرو)
20. دانيا والعم وحيد (دانيا)
21. السيارة العجيبة
22. كليمونتين (الراوية)
23. السنافر (الجزء الرابع)
24. ماهر المغامر
25. قوس قزح
26. عالم الأقزام
27. باربا شاطر
28. شلة الأصدقاء
29. الجد والسيارة
30. روائع التراث الإنساني
31. بولي فتى الثلج الأبيض
32. أحلى الحكايات
33. مغامرات فهيم
34. زينغو ورينغو
35. الأستاذ عبقري
36. حراس الطبيعة
37. مغامرات العم فوفر
38. ابنة الأعمى فلم كرتوني
39. أجمل الحكايات

### المسلسلات
- مهما كان الثمن.
- المستبد

## روابط أضافية
- نوال حجازي في ElCinema
- نوال حجازي على موقع قاعدة بيانات الأفلام العربية
- نوال حجازي على موقع ANN person (الإنجليزية)